# Puig de Terrers
El Puig de Terrers és una muntanya de 2.529,7 m d'altitud situada en el vessant nord-est del Massís del Carlit, concretament al límit entre el Capcir i el País de Foix, al Llenguadoc (Occitània), entre els termes comunals de Font-rabiosa, Formiguera i Orlun.
Està situat a l'extrem nord-oest del terme comunal de Formiguera, a l'extrem de ponent del de Formiguera i a l'est del d'Orlun, pertanyent al País de Foix, del Llenguadoc occità. És al nord-est del Puig de Morters, i al sud del Coll de Terrers.